# 케플러-37b

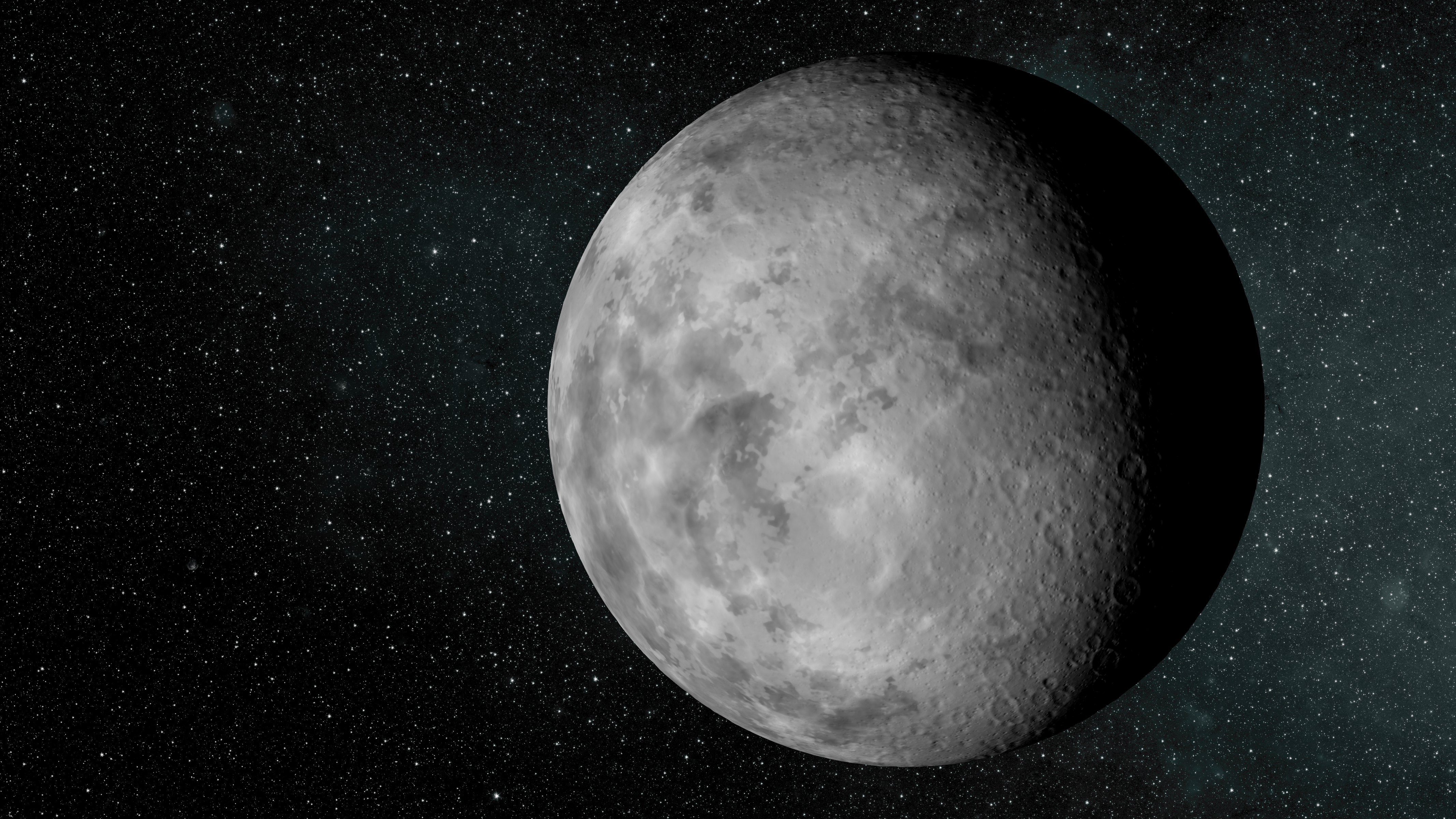

케플러-37B는 케플러-37이란 항성을 돌고 있는 행성이다. 발견된 외계 행성들 중 가장 작은 외계 행성에 속했었다.

## 특징
케플러-37B는 거문고자리의 케플러-37 궤도를 도는 외계 행성(exoplanet)이다. 2013년 2월에 새로이 발견된 외계 행성이며 현재 주계열성 주변에서 발견된 행성 중에서 가장 작았던 행성으로 반지름은 지구의 위성인 달보다 약간 크고 태양계에서 가장 작은 행성인 수성보다 더 작은 행성이다. 그 측정치는 그것의 질량을 제한하지 않지만, 달의 몇 배 이상의 질량은 비현실적으로 높은 밀도를 준다. 케플러-37B는 지구보다 반지름과 질량이 작은 외행성인 해저 지구형 행성이다. 표면의 온도는 모항성과 너무 가까워 섭시 700 K(427 °C, 800 °F)이다. 이 때문에 분위기가 나지 않을 것으로 보인다. 그것의 반지름은 약 0.35이다. REarth (약 2,400 mi의 직경)은 달(0.27)보다 큰 3900 km이다. REarth), 그러나 수성(0.38)보다 약간 작다. REarth) 크기가 작기 때문에 케플러-37b는 표면이 단단한 암석 행성일 가능성이 매우 높다. 게다가 그것은 표면에 액체 상태의 물을 지지하기에는 너무 뜨겁다. 이 행성은 총 4개의 행성이 궤도를 도는 케플러-37이라는 이름의 태양과 비슷한 (G형) 별 주위를 돈다. 별의 질량은 0.80이다. M☉ 반경 0.79 R그것은 5417K의 온도를 가지고 있고 56억 6천만년 된 것이다☉. 이에 비해 태양은 46억 년이고 온도는 5778 K이다. 이 별의 겉보기 크기로 본다면 즉 지구의 관점에서 얼마나 밝게 나타나는 가는 9.71이다. 따라서 육안으로는 보이지 않을 정도로 어렴풋하다. 케플러-37B는 모항성의 궤도를 약 1500만 km(930만 마일)로 돌고 공전 기간은 약 13일이며 0.1AU(수성으로부터 태양까지의 거리 약 0.38AU와 비교한다.)이다. 이 계의 바깥쪽 두 행성은 케플러-37B의 기간과 함께 8:5와 3:1 공진도의 1% 이내의 궤도 주기를 가진다. 케플러-37B는 다른 두 행성인 케플러-37C와 케플러-37D와 함께 항성 트랜지트를 관측하는 케플러 우주 망원경에 의해 발견되었다. 케플러-37B의 트랜지트를 관찰한 후 천문학자들은 그것을 모항성의 크기와 비교해야 했다. 별의 크기는 별자리론을 사용하여 얻었으며 케플러-37은 현재 이 과정을 사용하여 연구된 가장 작은 별이다. 이를 통해 케플러-37B의 크기를 "극도의 정확도로" 결정할 수 있었다. 현재까지 케플러-37B는 태양계 밖에서 주계열성 주변에서 발견된 가장 작은 행성이다. 케플러-37B의 검출은 짧은 궤도 주기와 상대 밝기, 숙주 별 저 활성화 등으로 밝기 데이터가 빠르게 평균 화할 수 있었기 때문에 가능했다. 케플러-37B의 발견으로 NASA 아메스 연구소의 과학자 잭 리사워는 "이러한 작은 행성들이 흔하다"고 추측하게 되었다. 모항성과 가까워서 행성의 온도가 높아 생명체는 존재하지 않을 가능성이 높으며 액체 상태의 물은 존재하지 않을 것으로 보인다. 지구와 같이 지구형 행성인 것으로 보인다.

## 같이 보기
- 천문학
- 은하수
- 외계행성
- 지구형 행성